# Strč prst skrz krk

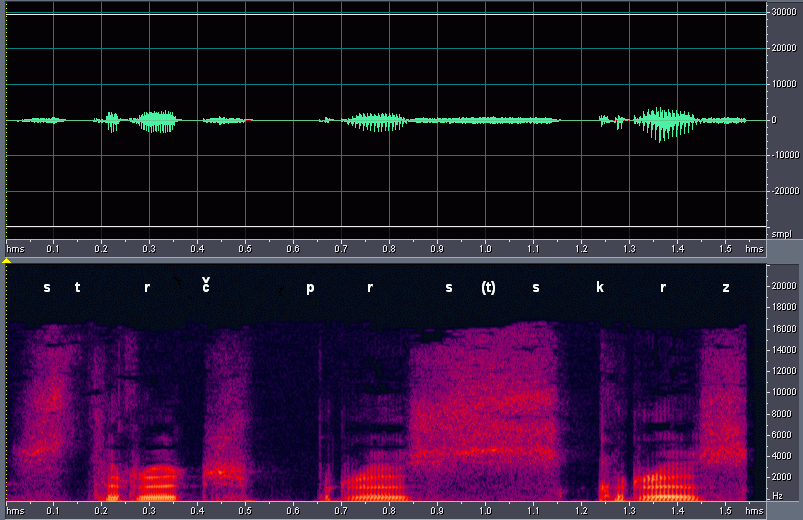
Forma de onda y espectrograma de la oración checa.

Strč prst skrz krk ([str̩tʃ pr̩st skr̩s kr̩k]ⓘ) es una famosa frase del idioma checo y del idioma eslovaco. Es un trabalenguas que significa, ''métete el dedo en la garganta'', literalmente: Introduce el dedo a través de la garganta. 
Se caracteriza por su total ausencia de vocales. Una pronunciación es: [ˈstr̩ʧ ˈpr̩st ˈskr̩s ˈkr̩k] Se puede pronunciar empleando consonantes silábicas.
En la República Checa, es posible comprar camisetas con esta frase.
Es además el subtítulo del periódico suizo (en idioma francés) La Distinction.